# Prelat del Sobirà Orde Militar de Malta
El Prelat de l'Orde Sobirà i Militar de Malta és el superior eclesiàstic dels clergues de l'Orde Sobirà i Militar de Malta pel que fa a la seva funció sacerdotal.

## Activitat
Els deures del prelat estan establerts per l'article 19 de la Carta Constitucional de l'Orde.
El prelat és nomenat pel Summe Pontífex, que el tria d'una llista de tres noms proposats pel Gran Mestre amb el vot deliberatiu previ del Consell Sobirà. En el cas que cap dels candidats presentats reuneixi el vistiplau del Sant Pare, es proposaran altres noms.
El prelat ajuda el cardenal patró en l'exercici del seu càrrec dins l'orde. El prelat és el superior religiós del clergat de l'Orde en la funció sacerdotal i vetlla perquè la vida religiosa i sacerdotal dels capellans i el seu apostolat es duguin a terme segons la disciplina i l'esperit de l'Orde.
El Prelat ajuda el Gran Mestre i el Gran Comanador en la cura de la vida espiritual i l'observança religiosa dels membres de l'Orde i en tot allò que concerneix el caràcter espiritual de les obres de l'Orde.
En cada sessió del Capítol General Ordinari el prelat presenta un informe sobre l'estat espiritual de l'Orde.

## Cronologia
- Arquebisbe Carlo Alberto Ferrero de Cavallerleone (desembre de 1953 - 16 de juliol de 1969 mort)

...
- Arquebisbe Mario Brini (14 de setembre de 1982 - 11 d'abril de 1993 jubilat)
- Bisbe Donato De Bonis (11 d'abril de 1993 - 23 d'abril de 2001 mort)
- Arquebisbe Angelo Acerbi (21 de juny de 2001 - 4 de juliol de 2015 jubilat)
- Bisbe Jean Laffitte, Comm. L'Emm. (4 de juliol de 2015 - 21 de desembre de 2023 renuncià)
- Prevere Luis Manuel Cuña Ramos, del 21 de desembre de 2023